# Cubocephalus
Cubocephalus is een geslacht van insecten uit de orde vliesvleugeligen (Hymenoptera) en de familie Ichneumonidae.

## Soorten
- C. alacris (Cresson, 1864)
- C. alticola (Habermehl, 1935)
- C. anatorius (Gravenhorst, 1829)
- C. annectus Townes, 1944
- C. annulatus (Cresson, 1864)
- C. annulitarsis (Thomson, 1873)
- C. aquilonius Townes & Gupta, 1962
- C. ardens Townes, 1962
- C. armillatus Walkley, 1958
- C. ashmeadii (Harrington, 1894)
- C. associator (Thunberg, 1822)
- C. atrator (Walker, 1874)
- C. atriclunis Townes & Gupta, 1962
- C. baldaufii (Dalla Torre, 1902)
- C. brevicornis (Taschenberg, 1865)
- C. caligneus Townes, 1962
- C. callicerus Townes, 1962
- C. carnosus Townes, 1962
- C. cincticornis (Cresson, 1864)
- C. contractus Townes & Gupta, 1962
- C. crassivalvus Hinz, 1969
- C. denticulatus Townes, 1962
- C. distinctor (Thunberg, 1822)
- C. dreisbachi Townes, 1962
- C. euryops Townes, 1962
- C. femoralis (Thomson, 1873)
- C. flavipes Townes, 1962
- C. fortipes (Gravenhorst, 1829)
- C. hebes Townes, 1962
- C. heiglii (Dalla Torre, 1902)
- C. hirtipes Townes, 1962
- C. impressus (Provancher, 1875)
- C. incisus Townes & Gupta, 1962
- C. incognitus (Provancher, 1886)
- C. incurvator (Aubert, 1977)
- C. inhabilis (Provancher, 1877)
- C. insidiator (Gravenhorst, 1829)
- C. lacteator (Gravenhorst, 1829)
- C. lapponicus (Zetterstedt, 1838)
- C. laticeps (Cresson, 1872)
- C. leucopygus (Kriechbaumer, 1891)
- C. lissopleuris Townes & Gupta, 1962
- C. longicauda (Thomson, 1883)
- C. longicaudus (Provancher, 1886)
- C. maurus (Cresson, 1879)
- C. miarus Townes & Gupta, 1962
- C. micans Townes, 1962
- C. minutor (Zetterstedt, 1838)
- C. mirabilis (Heinrich, 1949)
- C. molaris Townes & Gupta, 1962
- C. montanus (Gravenhorst, 1829)
- C. nigriventris (Thomson, 1874)
- C. occidentalis (Provancher, 1875)
- C. oviventris (Gravenhorst, 1829)
- C. pallidus (Cresson, 1864)
- C. pentagonalis (Provancher, 1886)
- C. personatus Townes, 1962
- C. pictus Townes, 1962
- C. prolixus Townes & Gupta, 1962
- C. rufibasis Townes & Gupta, 1962
- C. scorteus Townes, 1962
- C. semifulvus Townes, 1962
- C. semirufus (Brulle, 1846)
- C. septentrionalis (Roman, 1909)
- C. silesiacus Habermehl, 1911
- C. sperator (Müller, 1776)
- C. sternocerus (Thomson, 1873)
- C. sternolophus Townes, 1962
- C. subpetiolatus (Gravenhorst, 1829)
- C. subpolitus Townes, 1962
- C. terebrator (Statz, 1936)
- C. thomsoni (Habermehl, 1911)
- C. tincticoxis Townes, 1962